# 卡尔·哈格林
卡尔·哈格林（瑞典語：Carl Hagelin，1988年8月23日—），瑞典男子冰球运动员。他曾代表瑞典参加2014年冬季奥林匹克运动会冰球比赛，获得一枚银牌。他的哥哥博比同样也是冰球选手。